# Steve Wynn
Stephan (Steve) Alan Wynn (New Haven (Connecticut), 27 januari 1942) is een Amerikaans casino- en resortontwikkelaar. Zijn bekendste hotels zijn The Mirage, het Bellagio, Treasure Island Hotel & Casino, Wynn Las Vegas, Wynn Macau, Encore Las Vegas en zijn nieuwste resort Wynn Encore Macau. Volgens het Amerikaanse tijdschrift Forbes is Steve Wynn de 277e rijkste man ter wereld met een vermogen van 3,9 miljard dollar.

## Mirage Resorts

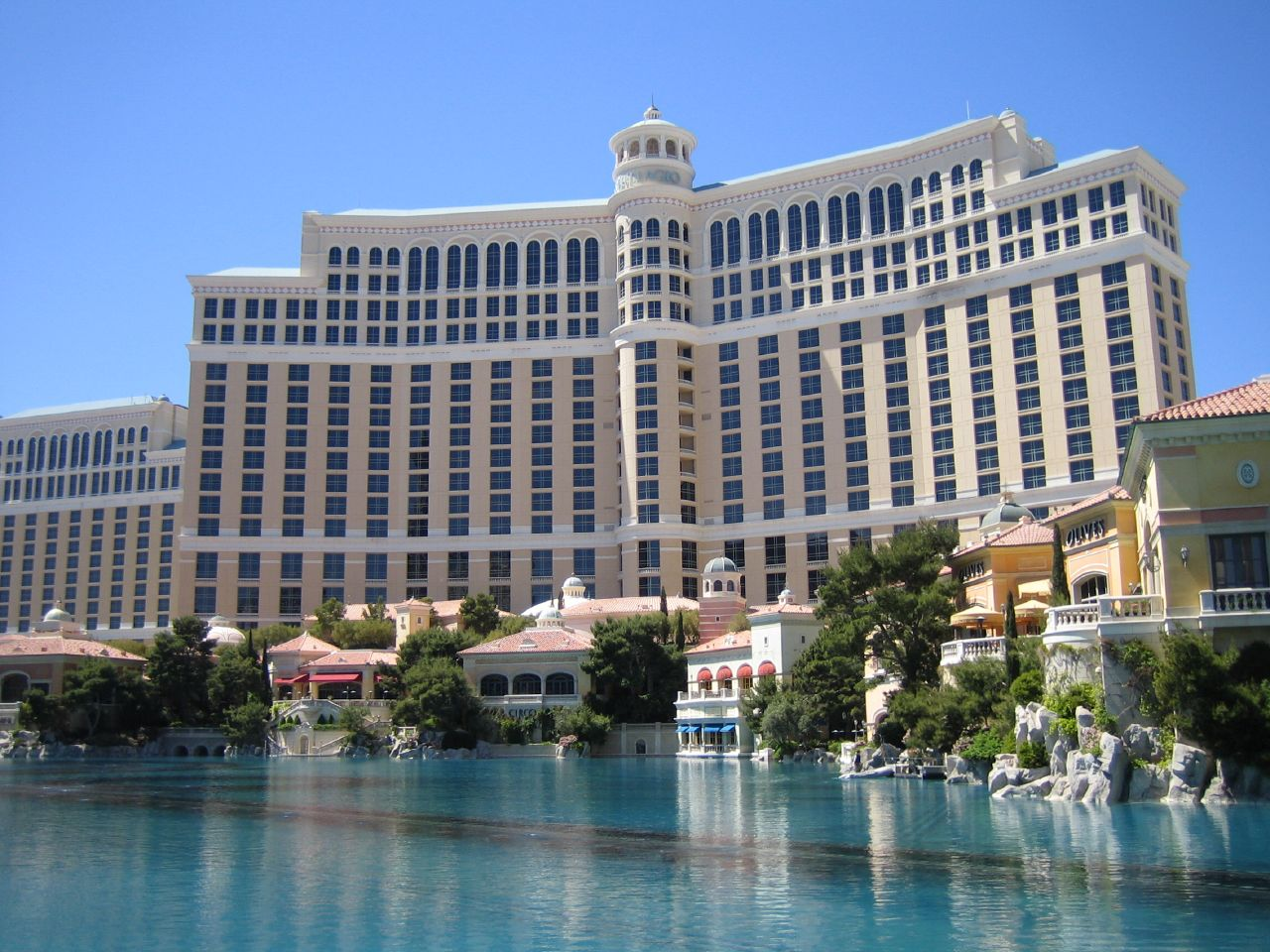
Bellagio Hotel in Las Vegas

Wynn verliet in 1959 de The Manlius School. Hij vertrok toen met zijn vriendin (de toenmalige Miss Miami) naar Las Vegas om daar de bingozaal van zijn reeds overleden vader over te nemen. Reeds in Vegas kocht Wynn een klein aandeel in het 'Frontier Hotel'. In 1971 verkocht Wynn zijn aandelen en de bingozaal van zijn vader en kocht zich in in 'The Golden Nugget Hotel & Casino'. Wynn investeerde miljoenen dollars en maakte van de 'Golden Nugget' een 4-sterrenhotel.
In 1989 startte Wynn 'Mirage Resorts' op en bouwde het hotel 'The Mirage'. Dat hotel was een keerpunt voor de geschiedenis van Las Vegas. In 1993 opende Wynn 'Treasure Island' tevens gelegen op de Las Vegas Boulevard beter bekend als 'The Strip'. In 1996 opende Wynn de trots van Mirage Resorts, het 'Bellagio' hotel. Het Bellagio hotel werd vooral bekend om de 'Bellagio Fountains', de luxe shopping-promenade en de kamers. Als laatst voor Mirage resorts ontwierp Wynn het 'Beau Rivage' hotel in Atlantic City (New Jersey).

## Wynn Resorts Limited

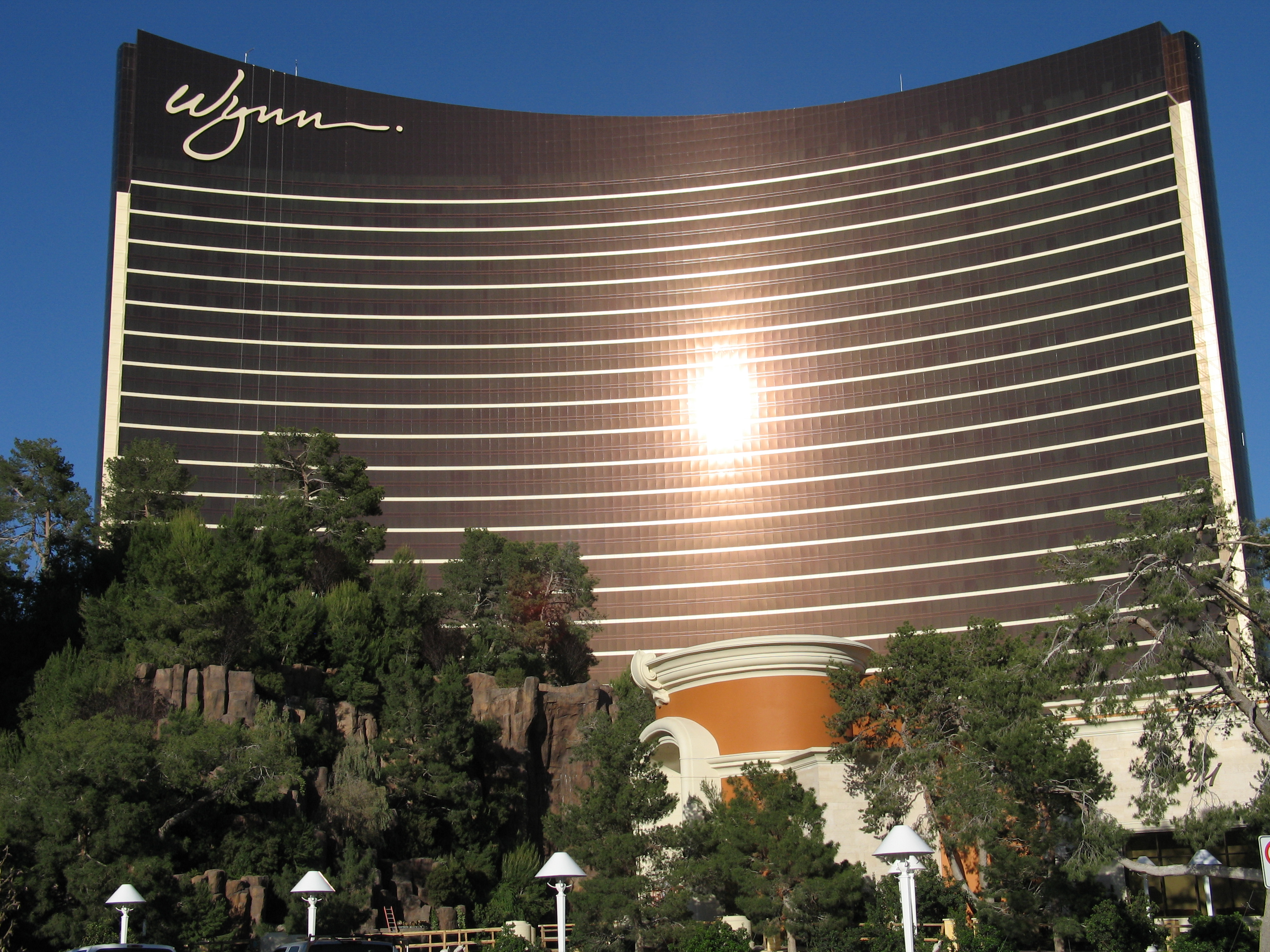
Wynn Las Vegas

In juni 2000 verkocht Wynn 'Mirage Resorts' aan 'MGM Grand inc' voor een bedrag van 6,6 miljard dollar. De naam 'Mirage Resorts' werd toen omgevormd tot 'MGM Mirage'. Meteen na de verkoop startte hij 'Wynn Resorts Limited' op en startte de bouw van een nooit eerder gezien resort, namelijk 'Wynn Las Vegas' een luxueus "AAA Five Diamond Star resort" aan de Las Vegas Strip. Het prijskaartje van dit hotel bedroeg 2,7 miljard dollar. Tevens is 'Wynn Las Vegas' het enige hotel op de strip met een eigen golfbaan. Verder bouwde Wynn nog een kleinere versie van 'Wynn Las Vegas' in Macau en het Encore hotel dat aansluit bij Wynn Las Vegas. Op 22 april 2010 opende Steve Wynn het 4e hotel in de Wynn resort collectie, namelijk het Wynn Encore resort & casino Macau.

## Persoonlijk leven
Steve Wynn heeft met Elaine (Farrell Pascal) een huwelijksleven in afwisselende fases opgebouwd: ze waren gehuwd van 1963 tot 1986 en opnieuw van 1991 tot 2010.
Wynn en Elaine hebben twee dochters (Kevyn en Gillian). Toen dochter Kevyn in 1993 werd ontvoerd, betaalde Wynn 1,45 miljoen dollar losgeld. Zijn dochter werd veilig teruggevonden en haar ontvoerders werden enkele dagen later aangehouden toen ze een Ferrari met contant geld wilden kopen.
Sinds 2011 is Steve Wynn gehuwd met Andrea Hissom, die van koninklijk bloed afstamt.

## Wynn Kunstcollectie
Wynn bezit een exclusieve kunstcollectie die bestaat uit verschillende meesterwerken van o.a. Picasso, Van Gogh, Monet, Matisse. De meeste kunstwerken zijn te bekijken in de museumzaal van de Bellagio Las Vegas.